# Егоров, Пётр Иванович
Пётр Иванович Егоров (3 [15] июля 1899, Рудница, Санкт-Петербургская губерния — 14 января 1967, Москва) — советский врач-терапевт, один из основоположников авиационной медицины в СССР, член-корреспондент АМН СССР (1948), генерал-майор медицинской службы.

## Биография
Пётр Иванович Егоров родился 3 (15) июля 1899 в деревне Рудница (ныне — в Сланцевском районе Ленинградской области).
В 1918 году окончил 11-ю петроградскую гимназию, в 1923 — Военно-медицинскую академию. Ученик М. И. Аринкина и М. В. Яновского. Работал в Московском красноармейском коммунистическом госпитале, а затем в Центральной психофизиологической лаборатории ВВС РККА. С 1930 года — ассистент, с 1939 — профессор, заместитель начальника кафедры факультетской терапии Военно-медицинской академии.
В годы Великой Отечественной войны главный терапевт Западного (1941—1943), Ленинградского (1944—1945) фронтов и одновременно с 1943 заместитель главного терапевта Красной Армии и заместитель начальника кафедры факультетской терапии ВМА.
В 1947—1953 — начальник Лечебно-санитарного управления Кремля. Арестовывался в рамках дела врачей. Будучи ведущим врачом И. В. Сталина, репрессирован вместе с женой Евгенией Яковлевной Егоровой, полностью реабилитирован. В 1953 году уволен с военной службы. В 1953—1964 заведовал кафедрой терапии ЦИУВ. С 1964 заведующий сектором Института медико-биологических проблем МЗ СССР. Член КПСС.

## Научная деятельность
- Был одним из авторов проекта первого в СССР устройства для изучения влияния перепадов давления на человека (аппарат Александрова—Егорова, построен в 1932). Участвовал в первых длительных перелетах, во время которых изучал на себе и лётчиках состояние различных систем организма.
- Принимал участие в разработке некоторых проблем космической медицины, в частности в создании системы отбора космонавтов.
- Он одним из первых в стране применил загрудинную анестезию при коронарной недостаточности, ряд диагностических изотопных методов с радиоактивными хромом и йодом; под его руководством изучались вопросы клинической коагулологии, патологии порфиринового обмена, лечения легочной гипертонии, проблема легочного сердца.
- Им написано первое отечественное руководство по военно-полевой терапии в 1945.

Под руководством П. И. Егорова защищено 19 диссертаций, из них 12 кандидатских и 7 докторских. Он был редактором отдела «Военно-полевая терапия» в «Энциклопедическом словаре военной медицины» и в многотомном труде «Опыт советской медицины в Великой Отечественной войне 1941—1945 гг.».
Опубликовал около 100 научных работ, в том числе 5 монографий, посвящённых проблемам авиационной и клинической медицины. В докторской диссертации обобщил результаты опытов и клинических исследований, в том числе самонаблюдений, о влиянии пониженного атмосферного давления, кислородного голодания на организм животных и человека.

### Избранные труды
- Влияние высотных полетов на организм летчика. — М., 1937.
- Неотложная терапия. — Л., 1940.
- Вопросы военно-полевой терапии. — М.; Л., 1945.
- К клинической оценке оментокардиопексии и загрудинной новокаиновой анестезии у больных с коронарной недостаточностью // Труды 14-го Всесоюзного съезда терапевтов. — М., 1958. — С. 214 (совместно с Ф. Е. Остапюком).
- Радиоактивный йод в диагностике и лечении заболеваний щитовидной железы. — М., 1962 (совместно с А. 3. Цфасманом).
- Некоторые проблемы отбора космонавтов-исследователей // Космическая биология и медицина. — 1967. — № 1. — С. 75 (совместно с другими).

## Награды
Награждён орденами Ленина, Красного Знамени (двумя), Отечественной войны I степени, Красной Звезды (тремя), «Знак Почёта», болгарским орденом «За гражданские заслуги», а также медалями, в том числе:
- «За оборону Ленинграда»
- «За оборону Москвы»
- «За победу над Германией»[2].